# Didac Costa

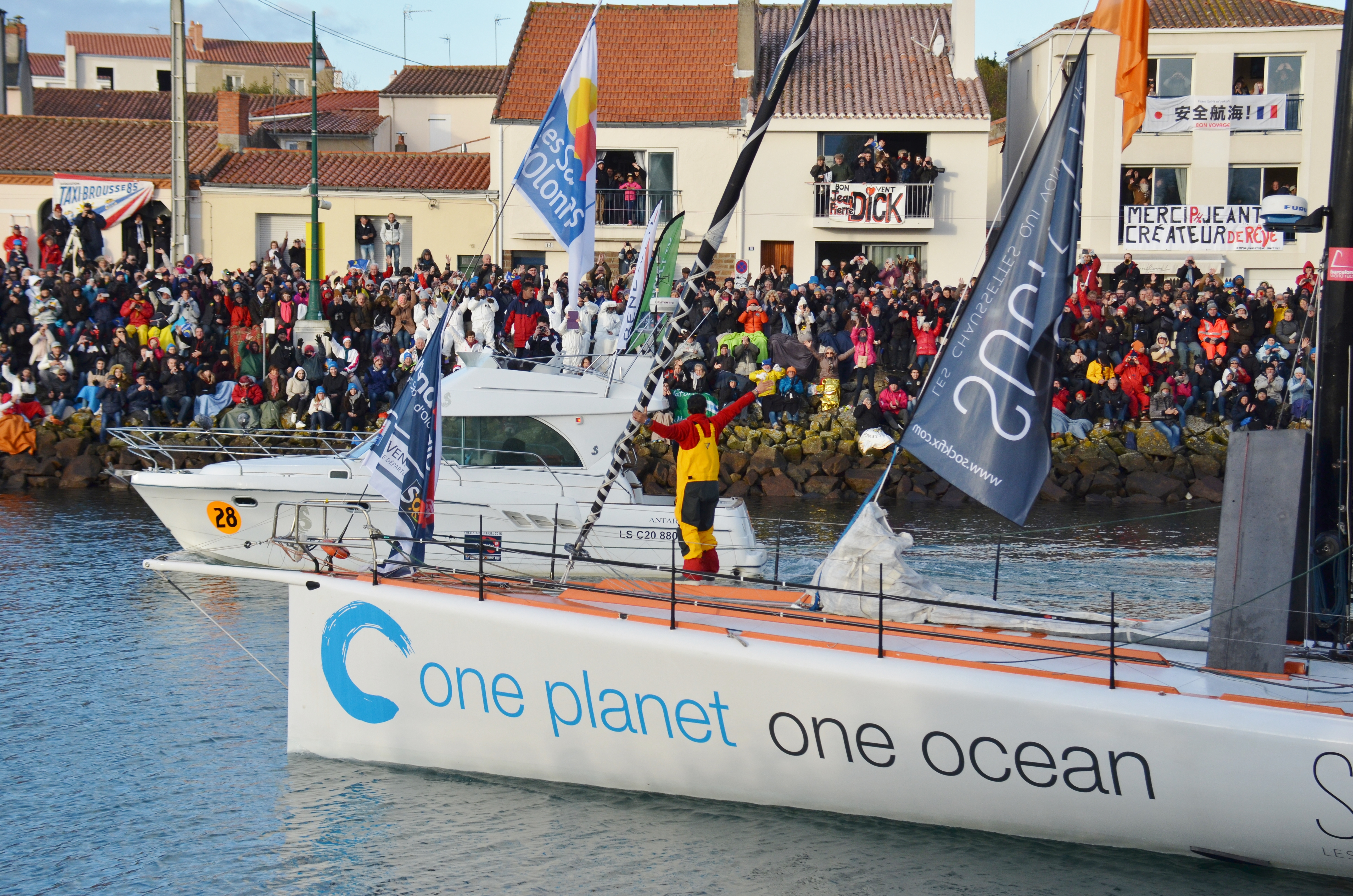
Jacht One Planet One Ocean

Didac Costa (ur. 22 grudnia 1980 r. w Barcelonie) – hiszpański żeglarz startujący w wyścigach oceanicznych. Był pierwszym Katalończykiem i drugim hiszpańskim żeglarzem, który ukończył Vendée Globe – solowy wyścig dokoła świata bez zatrzymywania się. Jest pierwszym hiszpańskim żeglarzem, który ukończył dwa międzynarodowe wyścigi jachtów klasy IMOCA 60: solowo Vendée Globe 2016 oraz dwuosobowo w Barcelona World Race 2014-15.

## Kariera regatowa
Rozpoczął karierę regatową w klasie Mini, biorąc udział w 2011 roku w Mini Transat 6.50 – solowym transatlantyckim wyścigu jachtów z La Rochelle do Salvador de Bahia, gdzie uczestnicy płyną jachtami o długości 6,50 metra. Regaty ukończył na 19. miejscu. W 2014 r. uczestniczył w wyścigu Barcelona World Race – regaty odbywają się na jachtach IMOCA 60 w dwuosobowej załodze, non stop dookoła świata ze startem i metą w Barcelonie. Płynął z Aleixem Gelabertem na jachcie One Planet One Ocean, dawniej Kingfisher, który został zbudowany dla angielskiej żeglarki Ellen MacArthur, aby ścigać się na Vendée Globe w 2000 roku. Costa i Gelabert skończyli na czwartym miejscu, przepływając 27791 mil morskich w 98 dni, 9 godzin, 12 minut i 9 sekund.
W 2016 roku wziął udział w ósmej edycji Vendée Globe – jedynych regatach samotników w żegludze non-stop dookoła świata w IMOCA 60, trasa zaczyna się i kończy Les Sables-d’Olonne. Ponownie ścigał się na jachcie One Ocean Planet One, pod insygniami klubu Royal Barcelona Maritime Club pod hiszpańską banderą. Regaty ukończyło 18 z 29 uczestników. Costa pokonał go w 108 dni, 19 godzin, 50 minut i 45 sekund, płynąc 24500 mil morskich i kończąc na 14. miejscu. Został drugim hiszpańskim żeglarzem, który ukończył wyścig, 24 lata po José Luisie Ugarte.

## Osiągnięcia
| Rok       | Pozycja | Klasa    | Zawody                                      |
| 2018      |         | Mini     | Mare Nostrum 2018                           |
| 2018      |         | Mini     | Trofeo Port Forum Balsamar 2018             |
| 2017      | 14      | IMOCA 60 | Vendée Globe                                |
| 2017      | 17      | Mini     | Mini-Fastnet 2017 (z Martą Guemes)          |
| 2016      |         | Mini     | Mare Nostrum 2016                           |
| 2016      | 4       | Mini     | Grand Premio D'Italia 2016 (z Martą Guemes) |
| 2014-2015 | 4       | IMOCA 60 | Barcelona World Race                        |
| 2013      |         | Mini     | San Remo Mini Solo                          |
| 2013      |         | Mini     | Grand Premio D'Italia (z Bruno Garcia)      |
| 2011      | 19      | Mini     | Mini Transat 6.50                           |

## Odnośniki zewnętrzne
- Dídac Costa Team Website
- Dídac Costa - Vendée Globe 2016. vendeeglobe.org. [zarchiwizowane z tego adresu (2018-10-18)].